# Aeronca L-3
Aeronca L-3 Grasshopper (lub O-58) – amerykański samolot obserwacyjny i łącznikowy z czasów II wojny światowej.

## Historia
Aeronca L-3 Grasshopper powstała na bazie dwumiejscowego cywilnego samolotu Aeronca Model 65 na początku lat 40. XX wieku. Dużą zaletą był krótki rozbieg i dobieg maszyny. Z uwagi na niewielkie wymiary samolotu oraz dobrą zwrotność uszkodzenia wrogą obroną przeciwlotniczą były niezwykle rzadkie. Z taśmy fabryki w Middletown w stanie Ohio zeszło 1740 samolotów w różnych wersjach.
Aeronca L-3 była zastrzałowym górnopłatem konstrukcji mieszanej. Kabina w pełni zakryta. Podwozie klasyczne, stałe.
W 1942 roku zbudowano szybowiec treningowy TG-5. Podstawą był model O-58. Modernizacji poddano tylko przednią część kadłuba, reszta była taka sama jak w wersji z silnikiem. Powstało 250 szybowców TG-5.
Po wojnie część samolotów sprzedano, jako nadwyżki sprzętu, odbiorcom prywatnym. Jedna z maszyn, odbudowana prywatnie, trafiła do National Museum of the United States Air Force w 1984 roku.